# Ossa rotte (Ariete)
Ossa rotte è un singolo della cantante italiana Ariete, pubblicato il 3 maggio 2024.

## Promozione
Il singolo è stato presentato per la prima volta durante il festival musicale del Concerto del Primo Maggio 2024.

## Tracce
Testi e musiche di Arianna Del Giaccio e Daniele Razzicchia.
1. Ossa rotte – 2:53